# Charles Sorley

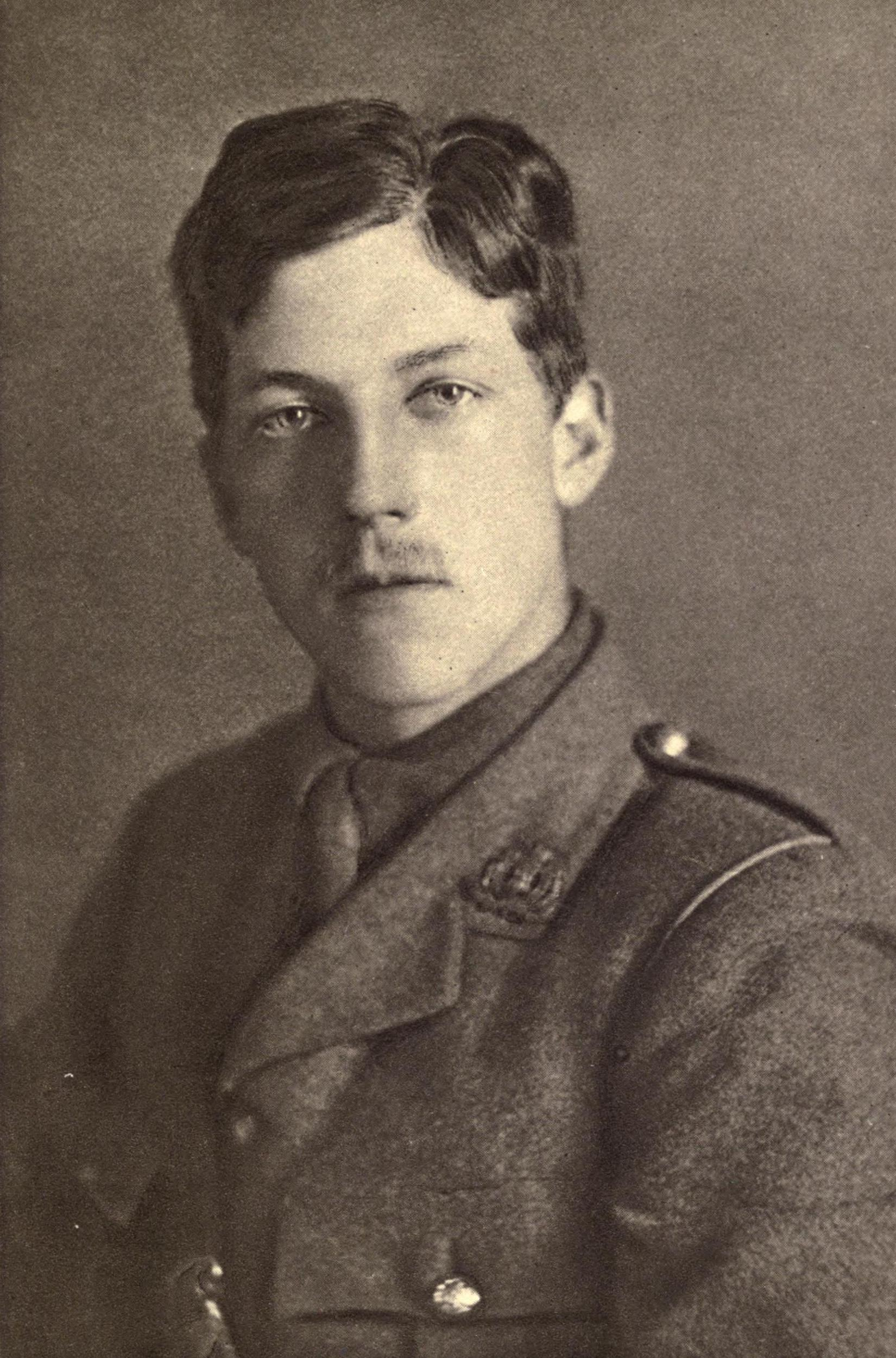
Charles Hamilton Sorley con uniforme militar

Charles Hamilton Sorley (19 de mayo de 1895– 13 de octubre de 1915) fue un poeta británico de la Primera Guerra Mundial.
Nació en Aberdeen, Escocia,  fue el hijo de William Ritchie Sorley. Fue educado, como Siegfried Sassoon, en la Universidad Marlborough (1908–13). En la universidad, su actividad favorita era correr en el campo bajo la lluvia, un tema evidente en muchos de sus poemas antes de la guerra, incluyendo "Lluvia" y "La Canción de los corredores Ungirt". Recibió una estricta educación protestante, Sorley tuvo fuertes opiniones sobre lo correcto e incorrecto, y en dos ocasiones voluntariado para ser castigado por romper reglas escolares.
Antes de conseguir una beca para estudiar en la Universidad de Oxford, Sorley pasó poco más de seis meses en Alemania de enero a julio de 1914, tres meses del cuales estaba en Schwerin estudiando su idioma y su cultura local. Luego se matriculó en la Universidad de Jena, y estudió allí hasta el estallido de Primera Guerra Mundial.
Después de que Gran Bretaña declarara la guerra a Alemania, Sorley fue detenido en una tarde en Tréveris, pero fue liberado en el mismo día y tuvo que abandonar el país. Regresó a Inglaterra y se inscribió al servicio militar, uniéndose al regimiento Suffolk. Llegó al Frente occidental en Francia como teniente en mayo de 1915, y rápidamente aumentó al rango de capitán a la edad de veinte años.  Sorley murió en combate cerca de Hulluch, donde recibió un disparo en la cabeza por un francotirador en la Batalla de Loos el 13 de octubre de 1915.  Al desconocerse su tumba al final de la guerra, fue conmemorado en el CWGC Memorial Loos.
Robert Graves, un contemporáneo de Sorley, le describió en su libro Adiós a Todos Aquellos como "uno de los tres poetas de relevancia muertos durante la guerra". (Los otros dos eran Isaac Rosenberg y Wilfred Owen.) Sorley puede ser visto como precursor de Sassoon y Owen, y su estilo poco sentimental está en directo contraste con el de Rupert Brooke. Su último poema fue recuperado de su caja después de su muerte, e incluía unos de sus versos más famosos e importantes:
Cuándo tu ves millones de muertos sin boca
A través de vuestros sueños en pálidos batallones van
Su único trabajo fue publicado póstumamente en enero de 1916 e se convirtió inmediatamente en un éxito crítico, con seis ediciones que se imprimieron en el año. Las últimas dos estrofas de su poema "Expectans expectavi" fueron puesto a música en 1919 por Charles Wood; este himno para el coro y el órgano lo establecieron rápidamente en el repertorio estándar de las catedrales anglicanas e iglesias colegiales. Sorley está considerado por algunos, incluyendo el Poeta laureado John Masefield (1878–1967), como la pérdida más grande de todos los poetas muertos durante la guerra. El 11 de noviembre de 1985, Sorley estaba entre 16 poetas de la Gran Guerra conmemoraros en un Poets' Corner que se dio a conocer en la esquina de la Abadía de Westminster. La inscription en la piedra fue escrita por Wilfred Owen. Lee: "Mi tema es la Guerra , y la lástima de la Guerra. La Poesía es en la lástima."

## Obras
- The Letters of Charles Sorley with a chapter of biography. Cambridge University Press. 1919.
- Marlborough Y Otros Poemas. Cambridge Prensa universitaria, 1916.
- Wilson, Jean Moorcroft (Ed). El Recogió Poemas de Charles Hamilton Sorley. Londres: Cecil Woolf, 1985. ISBN 0-900821-53-1.

## Lectura próxima
- Baker, Mark (Autumn 1983). «Charles Sorley's Long Walk to Marlborough and the Making of Three Poems». The Hatcher Review 2 (16): 285-291. Baker, Mark (Autumn 1983). «Charles Sorley's Long Walk to Marlborough and the Making of Three Poems». The Hatcher Review 2 (16): 285-291. (16): 285–291.